# Mercedes Russell
Mercedes Brianna Russell (ur. 27 lipca 1995 w Springfield) – amerykańska koszykarka występująca na pozycji środkowej, obecnie zawodniczka Southside Flyers, a w okresie letnim Seattle Storm w WNBA.
W 2013 została wybrana zawodniczką roku amerykańskich szkół średnich (Gatorade National Player of the Year) oraz zaliczona do I składu McDonald’s i WBCA All-American. Została też wybrana MVP meczu gwiazd amerykańskich szkół średnich McDonald’s All-American. W 2011 i 2012 doprowadziła swoją szkolną drużynę do mistrzostwa stanu 5A.
2 lipca 2018 została zawodniczką Wisły Can-Pack Kraków.
27 lutego 2019 przedłużyła umowę z Seattle Storm.

## Osiągnięcia
Stan na 31 stycznia 2022, na podstawie, o ile nie zaznaczono inaczej.
NCAA
- Uczestniczka rozgrywek:
  - Elite 8 turnieju NCAA (2015, 2016)
  - II rundy turnieju NCAA (2015–2018)
- Mistrzyni konferencji Southeastern (SEC – 2015)
- Zaliczona do:
  - II składu SEC (2017)
  - składu:
    - All-America honorable mention (2017 przez Associated Press, WBCA)
    - Sioux Falls Region All-Tournament Team (2016)

WNBA
- Mistrzyni WNBA (2018, 2020[4])
- Zdobywczyni pucharu WNBA Commissioner’s Cup (2021)[5]

Drużynowe
- Wicemistrzyni:
  - Australii (WNBL – 2020)[6]
  - Turcji (2021)

Indywidualne
- Defensywna zawodniczka roku WNBL (2020)
- Zaliczona do II składu WNBL (2020)

Reprezentacja
- Mistrzyni:
  - uniwersjady (2015)
  - świata U–17 (2012)
  - Ameryki U–16 (2011)